# Serjão
Sergio Luís Maciel Lucas (Santana do Livramento, 18 de setembro de 1979), mais conhecido como Serjão, é um ex-jogador de futsal brasileiro naturalizado azeri. Jogou na posição de pivô entre os anos de 1996 e 2014, tendo jogado pela Seleção Azeri de Futsal entre os anos de 2009 e 2012, inclusive disputando a Copa do Mundo de Futsal de 2012.
Foi um dos artilheiros da edição de 2003 da Liga Nacional de Futsal, jogando pela Ulbra, onde chamou a atenção da mídia pelo seu porte físico avantajado.